# Центральна міська бібліотека імені Лесі Українки міста Львова
Центра́льна міська́ бібліоте́ка і́мені Ле́сі Украї́нки — бібліотека у Львові, розташована на одній з найстаріших вулиць міста — Мулярській (колишні назви — вул. Святого Теодора бічна, Старотандетна).
Сучасна назва — з 1946 року. Будинок збудований у 1932 році за проєктом архітекторів Марека Вайца та Юліуша Кольнера, як Єврейський дім громадської допомоги і притулок для бідних імені Руни Рейтманової. Ще тоді тут була створена бібліотека. Після 1939 року в цьому приміщенні містились: ветеринарний диспансер, поліклініка, гуртожитки.
У 1940 році частину приміщень передали під бібліотеку Шевченківського району Львова. За час німецької окупації в будинку містився Юденрат з усіма відділами. Після нової більшовицької окупації міста з будинку було вивезено й знешкоджено дев'ять мін.
У 1947 році на основі реєстраційного свідоцтва № 1 міського відділу культури на базі бібліотеки Шевченківського району створена Центральна міська бібліотека. У 1949 році бібліотеці присвоєно ім'я Лесі Українки.
Сьогодні ЦМБ імені Лесі Українки — сучасний просвітницький, культурно-інформаційний центр. Кваліфіковані бібліотечні працівники забезпечують професійне обслуговування бл. 9 000 користувачам. У 2012 році бібліотека відзначила свій 65-річний ювілей. ЦМБ є головною бібліотекою Централізованої бібліотечної системи для дорослих м. Львова, надає науково-методичну допомогу і координує роботу 22 бібліотек-філій, підтримує тісні зв'язки з культурно-просвітницькими та громадськими організаціями. На її базі діють курси комп'ютерної грамотності для людей похилого віку, проходить вивчення іноземних мов (англійська, італійська), організовуються виставки творів сучасних львівських художників, існує зоокуток. Блог «Обличчям до родини» допомагає молодим родинам у вирішенні педагогічних, юридичних та дозвіллевих проблем. Бібліотека створює власну відеопродукцію, під ніком «Бібліотека на Мулярській» присутня у соцмережах. У 2013 році почалось переформатування відділу організації та використання єдиного книжкового фонду у Першу міську медіатеку.

## Документально-джерельна база
- Бібліотечний фонд універсальної тематики — понад 190 000 примірників
- Фонд періодичних видань — 30 найменувань газет та журналів
- Фонд аудіовізуальних документів — бл. 750 (CD- та DVD-дисків)

## Структурні підрозділи
- Відділ читальних залів:
  - Читальний зал
  - Зал періодики
  - Інтернет-центр
  - Медіатека
- Відділ абонементу
- Відділ обслуговування юнацтва
- Перша Львівська Медіатека
- Методико-бібліографічний відділ
- Відділ комплектування та обробки літератури